# Trușești
Trușești is een Roemeense gemeente in het district Botoșani.
Trușești telt 5749 inwoners.